# Petrus de Domarto
Petrus de Domarto (fl. XV secolo) è stato un compositore fiammingo membro della Scuola franco fiamminga attivo fra il 1445 ed il 1455. Fu contemporaneo di Ockeghem e autore di una delle prime messe cicliche scritte nell'Europa continentale.

## Biografia
Poco si conosce sulla vita di questo compositore. Esso è inserito nella lista dei cantori della Chiesa di Nostra Signora ad Anversa nel 1449, cinque anni dopo che Ockeghem era stato allo stesso posto e che poi si spostò a Tournai nel 1451. Egli fu molto considerato (cosa che rende strana la mancanza di documentazione sul suo conto), ma venne scartato per il posto di maestro del coro di voci bianche (in favore di Paulus Iuvenis). Non esistono altre notizie documentate sulla sua vita ed attività professionale.

## Musica
Le due messe di Domarto superstiti, Missa Spiritus almus e Missa sine nomine, furono molto famose al suo tempo. L'ultima potrebbe essere stata fra le prime messe cicliche composte sul continente, molto probabilmente negli anni 1440, imitando lo stile del compositore inglese contemporaneo  Leonel Power.  La Missa Spiritus almus, probabilmente datata negli anni 1450, è una messa basata sul cantus firmus, con la melodia alla voce del tenore, ma con un profilo ritmico modificante a seguito delle modifiche mensurali nel corso del pezzo. La procedura ebbe evidentemente influenze sulla seguente generazione di compositori, perché era ancora seguita negli anni 1480, e Antoine Busnois potrebbe aver composto una sua messa proprio seguendo lo stesso metodo (la Missa O crux lignum). Il teorico e scrittore Johannes Tinctoris criticò questa procedura proprio per aver ispirato altri compositori. 
Le uniche due composizioni superstiti di musica profana di Domarto sono entrambe dei rondeau, in forma fissa tipiche della Scuola di Borgogna.

## Opere

### Messe
1. Missa Spiritus almus (a quattro voci)
2. Missa sine nomine (a tre voci)

### Musica profana
Rondeau, entrambi a tre voci:
1. Chelui qui est tant plain de duel
2. Je vis tous jours en esperance